# Perpetuum mobile

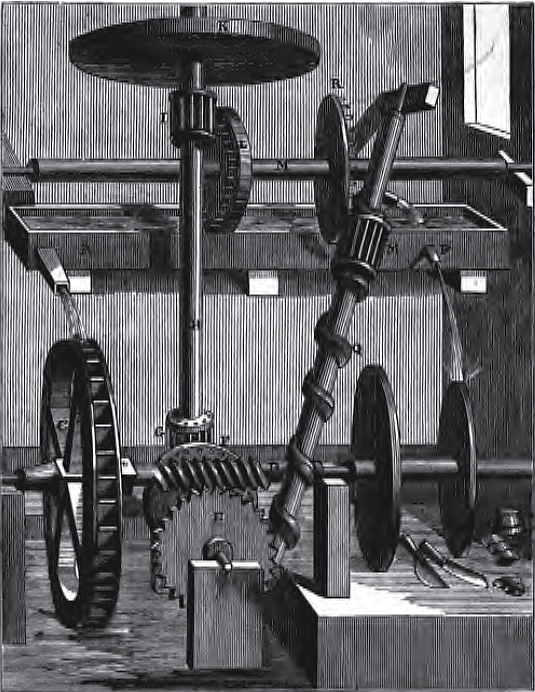
Tekening van Georg Andreas Böckler (1617-1687) van een slijperij als mogelijke toepassing van Robert Fludds perpetuum mobile uit 1618: het water uit de bovenste tank drijft een waterrad aan (links), dat uiteindelijk een waterschroef laat draaien (midden), die de tank weer moet bijvullen, terwijl rechts de tank tegelijk een slijpsteen bevochtigt.

Een perpetuum mobile (Latijn: 'voortdurend bewegend', spreek uit: [pɛrˈpeːtu-um ˈmobilee], meervoud: perpetua mobilia of, vaker, perpetuum mobile's) is een denkbeeldig apparaat dat eenmaal in beweging uit zichzelf blijft bewegen en eventueel in staat geacht wordt energie op te wekken uit niets.

## Omschrijving
Er kunnen drie soorten perpetuum mobile's worden onderscheiden:
1. Een perpetuum mobile van de eerste soort laat toe arbeid te onttrekken uit een eeuwigdurende beweging (zie derde soort) zonder er energie aan te blijven toevoegen.
2. Een perpetuum mobile van de tweede soort is een apparaat dat in staat is warmte geheel om te zetten in mechanische arbeid. Dat is in de praktijk onmogelijk gebleken.
3. Men spreekt van een perpetuum mobile van de derde soort als het apparaat eenmaal in beweging gezet uit zichzelf voor eeuwig blijft voortbewegen. Dat is in de praktijk onmogelijk voor klassieke machines, doordat door onder meer wrijving energie verloren gaat, waardoor uiteindelijk het apparaat stilvalt. Wel kan de rotatie van astronomische objecten in deze context gezien worden en ook fenomenen als supergeleiding kunnen in theorie wrijvingsloos werken.

De eerste wet van de thermodynamica stelt dat een perpetuum mobile van de eerste soort niet kan bestaan, en de tweede wet van de thermodynamica dat die van de tweede soort niet kan bestaan. Hoewel die wetten al meer dan een eeuw oud zijn, worden er elk jaar nog octrooiaanvragen gedaan voor dergelijke apparaten. Vaak worden bijzonder ingenieuze redeneringen gevolgd, maar bij nadere beschouwing van deze apparaten blijven er toch steeds de volgende twee opties over: of het apparaat werkt niet, of er is toch een verborgen energiebron aanwezig.

## Geschiedenis

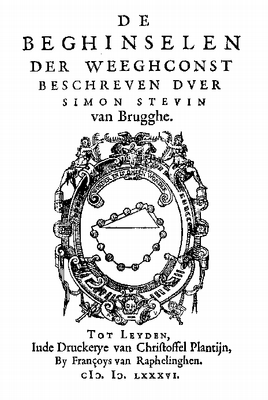
Simon Stevin gebruikte in zijn Clootcransbewijs de stelling dat een "zelfbeweger" niet bestaat.

Pogingen om een dergelijk apparaat te ontwerpen en te bouwen dateren reeds uit de 13e eeuw. Op papier zijn al talloze voorbeelden bedacht, zoals een watermolen die energie opwekt die wordt gebruikt om water weer omhoog te pompen, zodat de molen erop kan blijven lopen, een elektromotor die draait op de elektrische energie die hij zelf met een eraan gekoppelde generator opwekt. In deze gevallen is echter altijd de opgewekte energie kleiner dan de benodigde energie om de beweging in stand te houden.
In de geschiedenis van de techniek zijn er veel uitvinders die beweren zo'n generator te hebben vervaardigd en dat deze ook echt werkt. In de 17e t/m 19e eeuw werd de bron van energie meestal van mechanische oorsprong verondersteld, later werd elektriciteit, magnetisme of resonantie gebruikt. Volgens de uitvinders van modernere varianten is de energie meestal afkomstig van vacuümenergie of nulpuntsenergie. Ook wordt het 19e-eeuwse concept van de ether weer van stal gehaald.
In de zeventiende eeuw speelt het perpetuum mobile een rol in het Clootcransbewijs van Simon Stevin. Stevin gaat hierbij uit van de stelling dat een perpetuum mobile onmogelijk is.

## Complotten en oplichterij
Sommige uitvinders van gratis-energieapparaten komen met verschillende varianten van populaire complottheorieën die tegen hen gesmeed zouden worden om te voorkomen dat ze hun apparaat op de markt brengen. Ze zouden worden tegengewerkt door de gevestigde energie-industrie, de geheime regering van de wereld, die volgens hen in werkelijkheid aan de touwtjes trekt, of door de gevestigde wetenschap. Soms beweren ze dat ze zelfs met de dood bedreigd worden. Een plausibeler verklaring kan zijn dat hun apparaten niet werken, zodat potentiële fabrikanten niet geïnteresseerd zijn, en de mogelijke vervolging door justitie wegens fraude. Overigens liggen de uitvinders van vrije energie onderling ook steeds overhoop en beschuldigen collega's van plagiaat, oplichting en dergelijke.

## Lijst van uitvinders
Hieronder volgt een lijst van uitvinders die beweren of van wie wordt beweerd, dat ze een perpetuum mobile hebben gebouwd. Er zijn ook apparaten bij die wel een externe energiebron hebben, zoals het toestel van Henry Moray.
- Thomas E. Bearden, uitvinder van de motionless electromagnetic generator.
- John Bedini, uitvinder van een elektromotor die zichzelf van energie zou voorzien. Vaak beschuldigd van oplichterij.
- Cornelis Drebbel (1572-1633)
- John Worrel Keely (1827-1898), de uitvinder van de Keely-motor, die na Keely's dood bedrog bleek te zijn. Keely werd rijk door subsidies van goedgelovige mecenassen die in zijn project investeerden. De energie voor zijn toestellen, zo beweerde Keely, werd opgewekt uit de "latente krachten van de natuur". Na zijn dood werd zijn laboratorium onderzocht en daarbij werd een verborgen leidingnet ontdekt. Door de leidingen werd samengeperste lucht aangevoerd waarop zijn apparaten werkten.
- Methernitha, een Zwitserse christelijke leef- en woongemeenschap die beweert een zogenoemde "Testatikagenerator" gebouwd te hebben. Van tijd tot tijd worden er door hen 'doorbraken' gemeld, waarna het weer stil wordt.
- Stanley Meyer (1941-1998), uitvinder van de water fuel cell, een motor die zou werken met water als brandstof.
- Henry Moray (1892-1974), die beweerde de "energiegolven van het heelal" als energiebron te kunnen gebruiken.
- Viktor Schauberger (1885-1958), een Oostenrijkse boswachter die 'vrije energie' uit water beweerde te halen. Hij noemde die vorm van energie 'DiaMagnetic' (ook wel 'orgone' of 'aether'). Het zou zich bij voorkeur in vortices bewegen.
- John Searl (1932), een Britse elektromonteur en bedenker van de Searl Effect Generator, een gecombineerd 'antizwaartekrachttoestel en vrije-energiegenerator'. Vaak beschuldigd van oplichterij.
- Abraham Speeck: octrooi op een watermolen die door zijn eigen water werd aangedreven.
- Nikola Tesla (1856-1943), een belangrijke natuurkundige en uitvinder (hij is grotendeels de uitvinder van het moderne elektriciteitsnet). Tegen het einde van zijn leven werd Tesla steeds excentrieker in zijn vermeende uitvindingen en opmerkelijke uitspraken. Veel patenten staan op zijn naam.
- Paramahamsa Tewari (1937), die beweert een 'zichzelf voedende' elektrische generator te hebben ontworpen.
- Wessel di Wesselli omschrijft zichzelf als kunstenaar en uitvinder en is al tientallen jaren actief op dit gebied.

## Voorbeelden

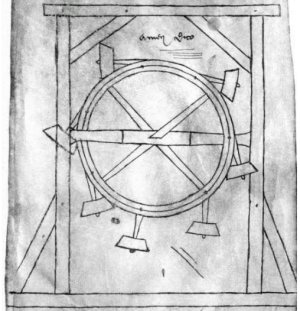
Een perpetuum mobile in het reisschetsboek van Villard de Honnecourt (ca. 1230): de klepels zouden door de hefboomwerking en zwaartekracht het rad eeuwig in beweging moeten houden.
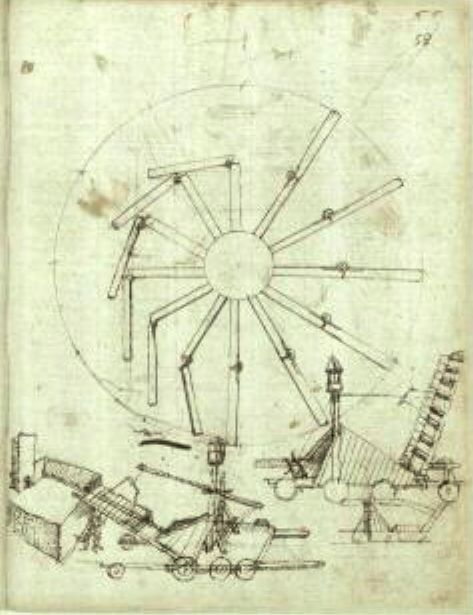
De Honnecourts idee kreeg in vele vormen navolging, zoals in deze tekening van Taccola (15e eeuw).
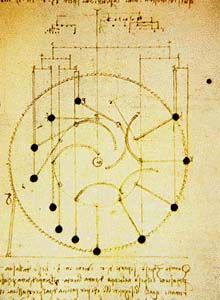
Een tekening van Leonardo da Vinci (1452-1519), die echter al inzag dat de vervaardiging van een perpetuum mobile onmogelijk was.
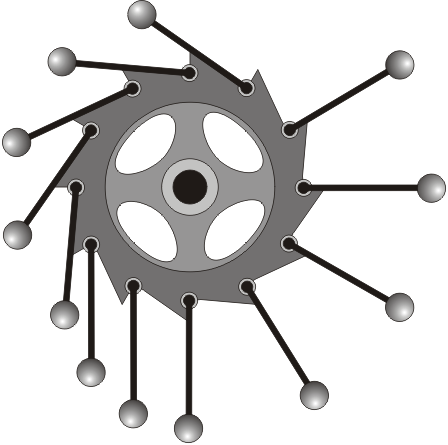
Een moderne illustratie van hetzelfde principe: het wiel zou door de hefboomwerking eeuwig rechtsom moeten draaien, wat echter niet gebeurt, omdat het aantal ballen aan de linkerkant groter is dan het aantal rechts.
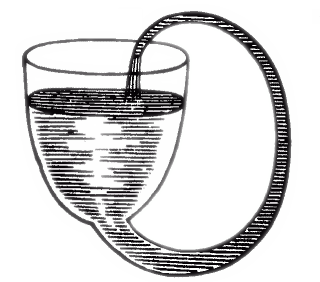
Een perpetuum mobile van Robert Boyle: een vat dat zichzelf door de capillaire werking zou blijven bijvullen, maar dezelfde kracht die de vloeistof omhoogtrekt, houdt ook de druppel vast die in het vat moet vallen.
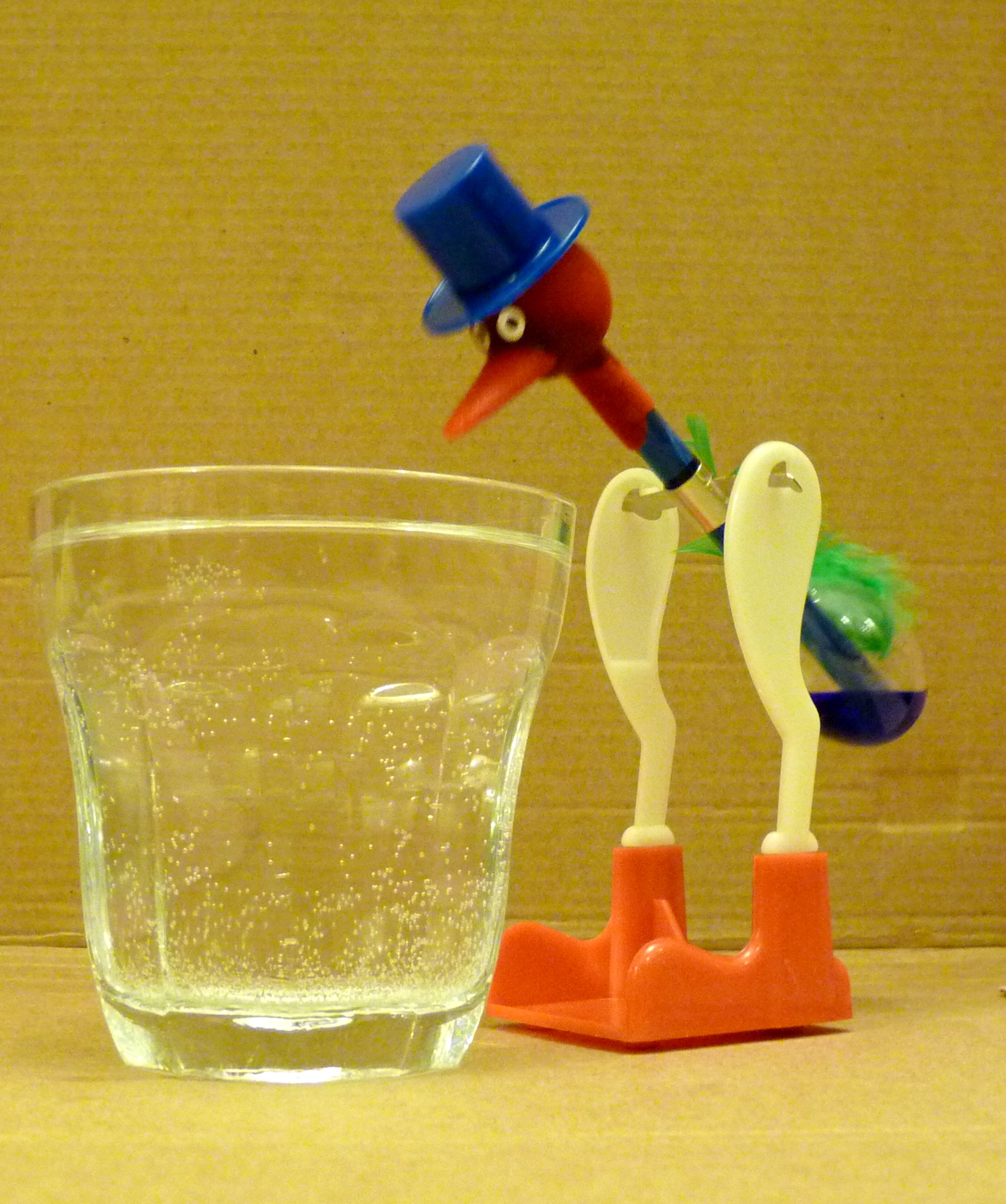
Een drinkend vogeltje is een glazen speelgoedje in de vorm van een vogel dat lijkt op een perpetuum mobile. Eigenlijk wordt warmte omgezet in beweging.
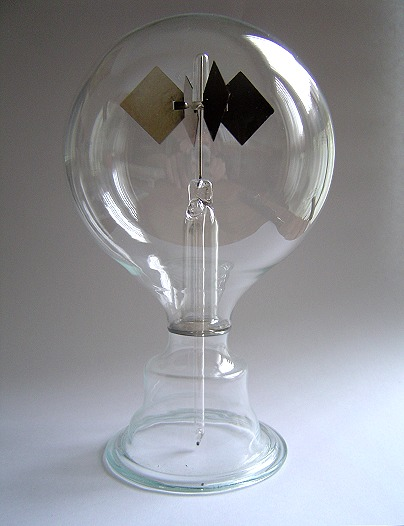
De radiometer van Crookes of het lichtmolentje, bedacht door William Crookes in 1873, lijkt een perpetuum mobile maar is dat niet, omdat een krachtbron (de Zon of een lamp) de energie levert.

## Muziekstuk
Perpetuum mobile is ook de naam van een scherzo in Es-groot uit 1861 van Johann Strauss jr. De duur is ongeveer drie minuten. Er is geen slotakkoord, het stuk kan na afloop oneindig herhaald worden. In de praktijk wordt het maar één keer gespeeld en beëindigd met de woorden "Und so weiter". 